# 真光寺川
真光寺川（しんこうじがわ）は、東京都町田市と神奈川県川崎市麻生区を流れる河川。鶴見川水系の支流である。

## 地理
東京都町田市真光寺町に源を発し、町田市、川崎市麻生区岡上地先の鶴川駅付近で鶴見川（谷本川）に合流する。
町田市真光寺2丁目から広袴3丁目の町田市立広袴公園までは暗渠で、暗渠の上は「鶴川台せせらぎ緑道」として緑道が整備され、広袴3丁目地内ではせせらぎ水路が流れる親水施設となっている。
町田市立広袴公園内の広袴調整池から鶴見川合流点までは、一級河川に指定されている。

## 水質
かつては水底に泥が蓄積し非常に水質が悪化した期間があったが、地元の人々の協力により最近ではシジミやオイカワが観察されるようになった。そのほかにもたくさんの生き物が住むようになった。

## 管理

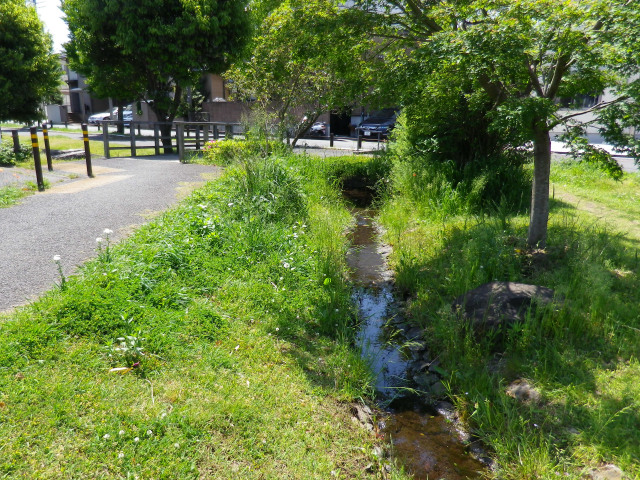
町田市が管理する鶴川台せせらぎ緑道
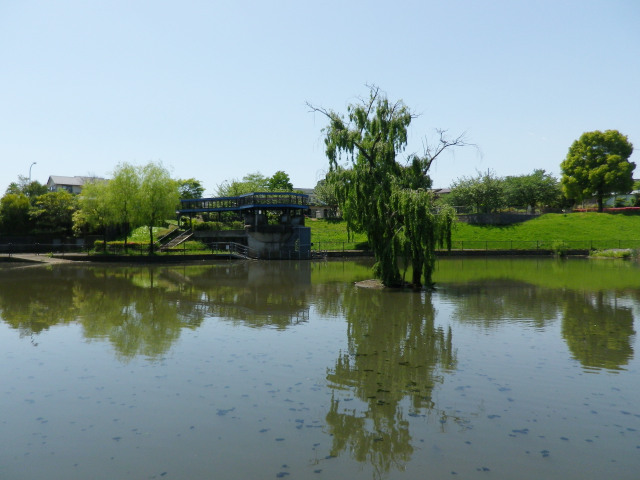
町田市立広袴公園内の広袴調整池
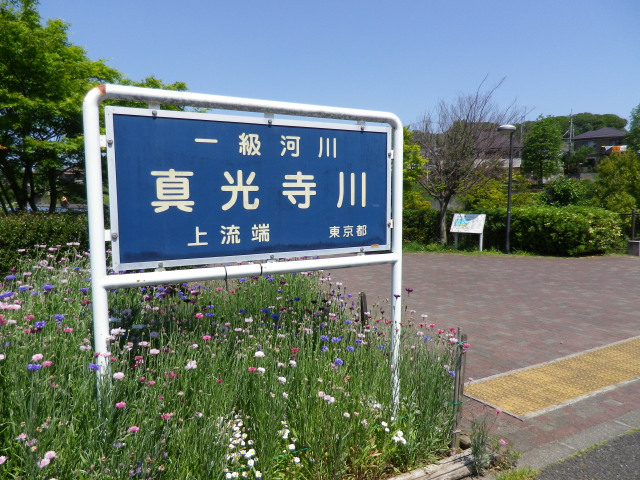
一級河川の上流端を示す看板（広袴公園）
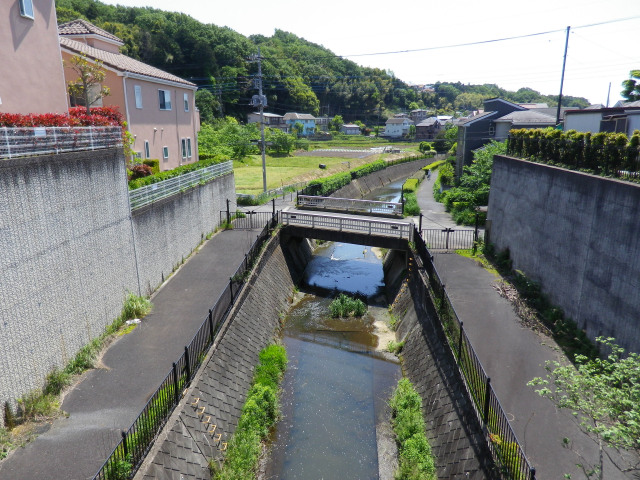
一級河川の上流端付近
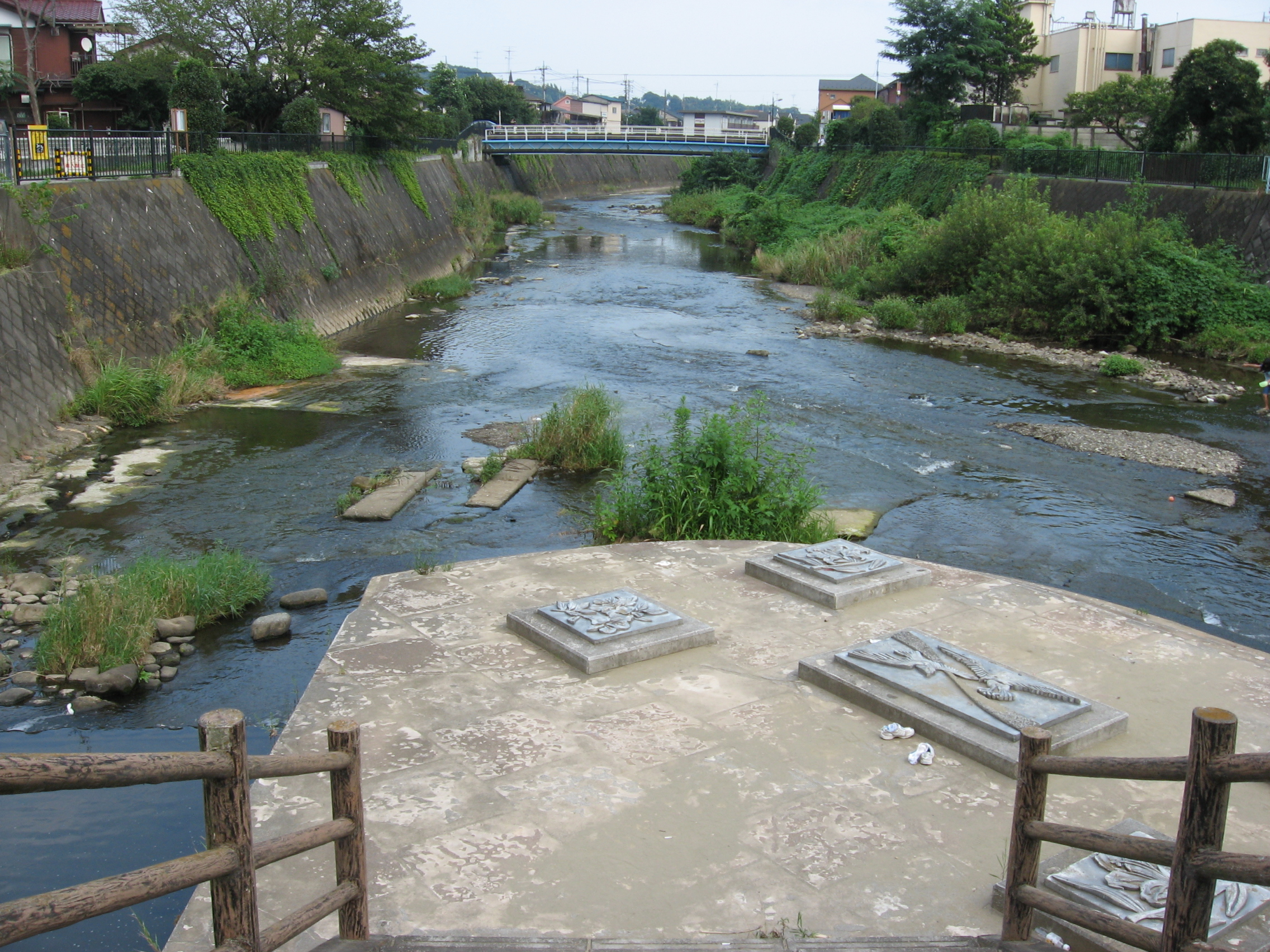
鶴見川（谷本川）との合流点。左が真光寺川で、右が鶴見川。

- 町田市 下水道部 下水道管理課（水源～広袴調整池）[1]
- 東京都 建設局 総務部 南多摩東部建設事務所 町田東工区（広袴調整池～都県境）
- 神奈川県 県土整備局 横浜川崎治水事務所 工務部 河川第一課（都県境～鶴見川合流点）

## 流域の自治体
東京都
町田市
神奈川県
川崎市麻生区

## 橋梁
- 神明橋
- 平成橋
- 下田橋
- 能ヶ谷橋
- 権現橋
- 下堰橋
- 新矢崎橋
- 矢崎橋（都道3号世田谷町田線） - 付近に「矢崎橋水位観測所」が設置されている
- 小田急小田原線
- 川内橋